# Conrad Hückstädt

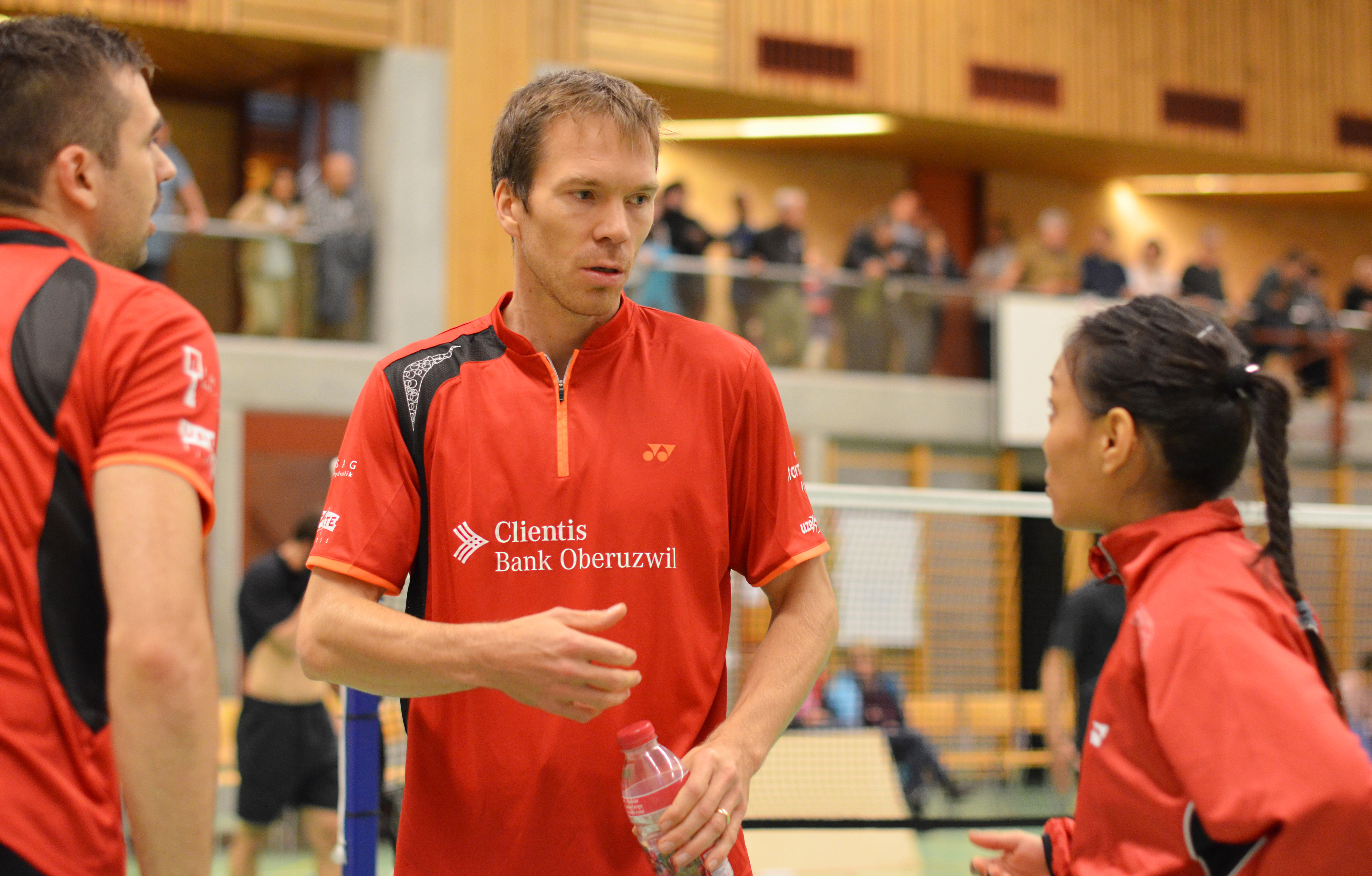
Conrad Hückstädt

Conrad Hückstädt (* 28. September 1976) ist ein deutscher Badmintonspieler. 

## Karriere
Der aus Ostberlin stammende Conrad Hückstädt gewann in der DDR mehrere Medaillen bei Nachwuchsmeisterschaften. Nach der Wende konnte er seine sportliche Karriere erfolgreich fortsetzen und siegte unter anderem bei den Mauritius International, Greece International und Fiji International. Mit der SG EBT Berlin wurde er 2005 und 2006 deutscher Vizemannschaftsmeister.

## Sportliche Erfolge
| Saison    | Veranstaltung                     | Disziplin    | Platz | Name |
| --------- | --------------------------------- | ------------ | ----- | --- |
| 1986/1987 | DDR-Einzelmeisterschaft AK 10/11  | Mixed        | 3     | Conrad Hückstädt / Silke Lellinger (EBT Berlin) |
| 1986/1987 | DDR-Einzelmeisterschaft AK 10/11  | Herreneinzel | 2     | Conrad Hückstädt (EBT Berlin) |
| 1986/1987 | DDR-Einzelmeisterschaft AK 10/11  | Herrendoppel | 1     | Alexander Radeboldt / Conrad Hückstädt (Bergmann Borsig Berlin / EBT Berlin) |
| 1987/1988 | DDR-Einzelmeisterschaft AK 10/11  | Herrendoppel | 1     | Alexander Radeboldt / Conrad Hückstädt (Bergmann Borsig Berlin / EBT Berlin) |
| 1987/1988 | DDR-Einzelmeisterschaft AK 10/11  | Mixed        | 1     | Conrad Hückstädt / Anja Weber (Empor Brandenburger Tor Berlin) |
| 1987/1988 | DDR-Einzelmeisterschaft AK 10/11  | Herreneinzel | 2     | Conrad Hückstädt (EBT Berlin) |
| 1988/1989 | DDR-Einzelmeisterschaft AK 12/13  | Mixed        | 3     | Conrad Hückstädt / Anja Weber (EBT Berlin) |
| 1988/1989 | DDR-Einzelmeisterschaft AK 12/13  | Herrendoppel | 3     | Conrad Hückstädt / Alexander Radeboldt (EBT Berlin / Bergmann Borsig Berlin) |
| 1989/1990 | DDR-Einzelmeisterschaft AK 12/13  | Herrendoppel | 1     | Conrad Hückstädt / Alexander Radeboldt (EBT Berlin / Bergmann Borsig Berlin) |
| 1989/1990 | DDR-Einzelmeisterschaft AK 12/13  | Herreneinzel | 2     | Conrad Hückstädt (EBT Berlin) |
| 1989/1990 | DDR-Einzelmeisterschaft AK 12/13  | Mixed        | 1     | Conrad Hückstädt / Anja Weber (Empor Brandenburger Tor) |
| 1992/1993 | Deutsche Einzelmeisterschaft U16  | Herrendoppel | 2     | Björn Decker (TV Saarlouis) / Conrad Hückstädt (VfL Berliner Lehrer) |
| 1993/1994 | Deutsche Einzelmeisterschaft U18  | Mixed        | 2     | Conrad Hückstädt (VfL Berliner Lehrer) / Carolin Voß (BSV Greifswald) |
| 1994/1995 | Deutsche Einzelmeisterschaft U18  | Mixed        | 2     | Conrad Hückstädt (VfL Berliner Lehrer) / Anika Sietz (TSV Glinde) |
| 1994/1995 | Deutsche Einzelmeisterschaft U18  | Herreneinzel | 2     | Conrad Hückstädt (VfL Berliner Lehrer) |
| 2001/2002 | Deutsche Einzelmeisterschaft      | Herreneinzel | 3     | Conrad Hückstädt (EBT Berlin) |
| 2002      | Mauritius International           | Herreneinzel | 1     | Conrad Hückstädt |
| 2002/2003 | Deutsche Einzelmeisterschaft      | Herreneinzel | 3     | Conrad Hückstädt (EBT Berlin) |
| 2003      | Greece International              | Herreneinzel | 1     | Conrad Hückstädt |
| 2003/2004 | Deutsche Hochschulmeisterschaften | Herreneinzel | 1     | Conrad Hückstädt (Uni des Saarlandes) |
| 2003/2004 | Deutsche Einzelmeisterschaft      | Herreneinzel | 3     | Conrad Hückstädt (EBT Berlin) |
| 2004/2005 | Deutsche Einzelmeisterschaft      | Herreneinzel | 3     | Conrad Hückstädt (SG EBT Berlin) |
| 2004/2005 | Deutsche Mannschaftsmeisterschaft | Mannschaft   | 2     | SG EBT Berlin (Xuan Chuan, Robert Blair, Conrad Hückstädt, Kasperi Salo, Christian Haustveit, Tim Dettmann, Fabian Zilm, Nicole Grether, Joanne Nicholas)                                                      |
| 2005      | New Zealand Open                  | Herreneinzel | 3     | Conrad Hückstädt |
| 2005      | Fiji International                | Herreneinzel | 1     | Conrad Hückstädt |
| 2005/2006 | Deutsche Einzelmeisterschaft      | Herreneinzel | 2     | Conrad Hückstädt (SG EBT Berlin) |
| 2005/2006 | Deutsche Mannschaftsmeisterschaft | Mannschaft   | 2     | SG EBT Berlin (Xuan Chuan, Robert Blair, Tim Dettmann, Fredrik Bergström, Conrad Hückstädt, Kasperi Salo, Nicole Grether, Juliane Schenk)                                                                      |
| 2006      | Victorian International           | Herreneinzel | 3     | Conrad Hückstädt |
| 2007/2008 | Deutsche Mannschaftsmeisterschaft | Mannschaft   | 3     | SG EBT Berlin (Xuan Chuan, Tim Dettmann, Dieter Domke, Conrad Hückstädt, Karsten Lehmann, Michał Łogosz, Johannes Schöttler, Johannes Szilagyi, Nicole Grether, Janet Köhler, Joanne Nicholas, Juliane Schenk) |